# فویوسوکی نابودگر ژاپنی
فویوسوکی نابودگر ژاپنی (به انگلیسی: Japanese destroyer Fuyutsuki) یک کشتی بود که طول آن ۱۳۴٫۲ متر (۴۴۰ فوت ۳ اینچ) بود. این کشتی  در سال ۱۹۴۴ ساخته شد.